# Radhi Jaïdi
Radhi Ben Abdelmajid Jaïdi (Tunisi, 30 agosto 1975) è un allenatore di calcio ed ex calciatore tunisino, di ruolo difensore.

## Carriera

### Calciatore
Ha trascorso buona parte della sua ventennale carriera in patria, in forza all'Esperance, prima di trasferirsi nel 2004 in Inghilterra, vestendo le divise di Bolton, Birmingham City e Southampton.
Con i club ha vinto 8 campionati tunisini (nel 1994 e poi sette consecutivi tra il 1998 e il 2004), 2 Coppe di Tunisia (1997 e 1999), 1 Football League Trophy (2010), la CAF Champions League e la Supercoppa CAF nel 1994, la Coppa dei Campioni afro-asiatica nel 1995, la Coppa CAF 1996 e la Coppa delle Coppe d'Africa 1998.
Convocato con la Nazionale tunisina dal 1996 al 2009, ha partecipato all'Olimpiade di Atlanta 1996, a 5 Coppe d'Africa (2000, 2002, 2004, 2006 e 2008) vincendo l'edizione 2004, a 2 Mondiali (2002 e 2006) e alla Confederation's Cup 2005.

### Allenatore
Ritiratosi dal calcio giocato diventa l'allenatore del Southampton U-23, che lascerà nel 2019 per allenare gli Hartford Athletic in USL Championship.

## Palmarès

### Club

#### Competizioni nazionali
- Campionato tunisino: 8

Espérance: 1994, 1998, 1999, 2000, 2001, 2002, 2003, 2004
- Coppa di Tunisia: 2

Espérance: 1996-1997, 1998-1999
- Football League Trophy: 1

Southampton: 2009-2010

#### Competizioni internazionali
- CAF Champions League: 1

Espérance: 1994
- Supercoppa CAF: 1

Espérance: 1994
- Coppa dei Campioni afro-asiatica: 1

Espérance: 1995
- Coppa CAF: 1

Espérance: 1996
- Coppa delle Coppe d'Africa: 1

Espérance: 1998

### Nazionale
- Coppa d'Africa: 1

Tunisia 2004